# Eduardo Germán Coudet
Eduardo "Chacho" Coudet (Buenos Aires, 12 de setembre de 1974) és un exfutbolista professional argentí, que ocupava la posició de migcampista i que posteriorment fa d'entrenador de futbol.
Va militar en diversos equips del seu país, com ara el Platense, San Lorenzo, River Plate, Colón o sobretot, el Rosario Central. També va jugar amb el Celta de Vigo gallec i amb els mexicans Necaxa i San Luis FC. Després de jugar amb Colón de Santa Fe va fitxar per l'equip del Philadelphia Union, equip on es retirà com a jugador professional a començaments de 2011.
Amb River Plate va guanyar bona part dels seus títols: Apertura de 1999 i Clausura de 2000, 2002 i 2004. Abans havia guanyat la Conmebol amb Rosario.
El 12 de novembre de 2020, Coudet fou nomenat entrenador del RC Celta de Vigo de La Liga.